# Bernhard Feldmann

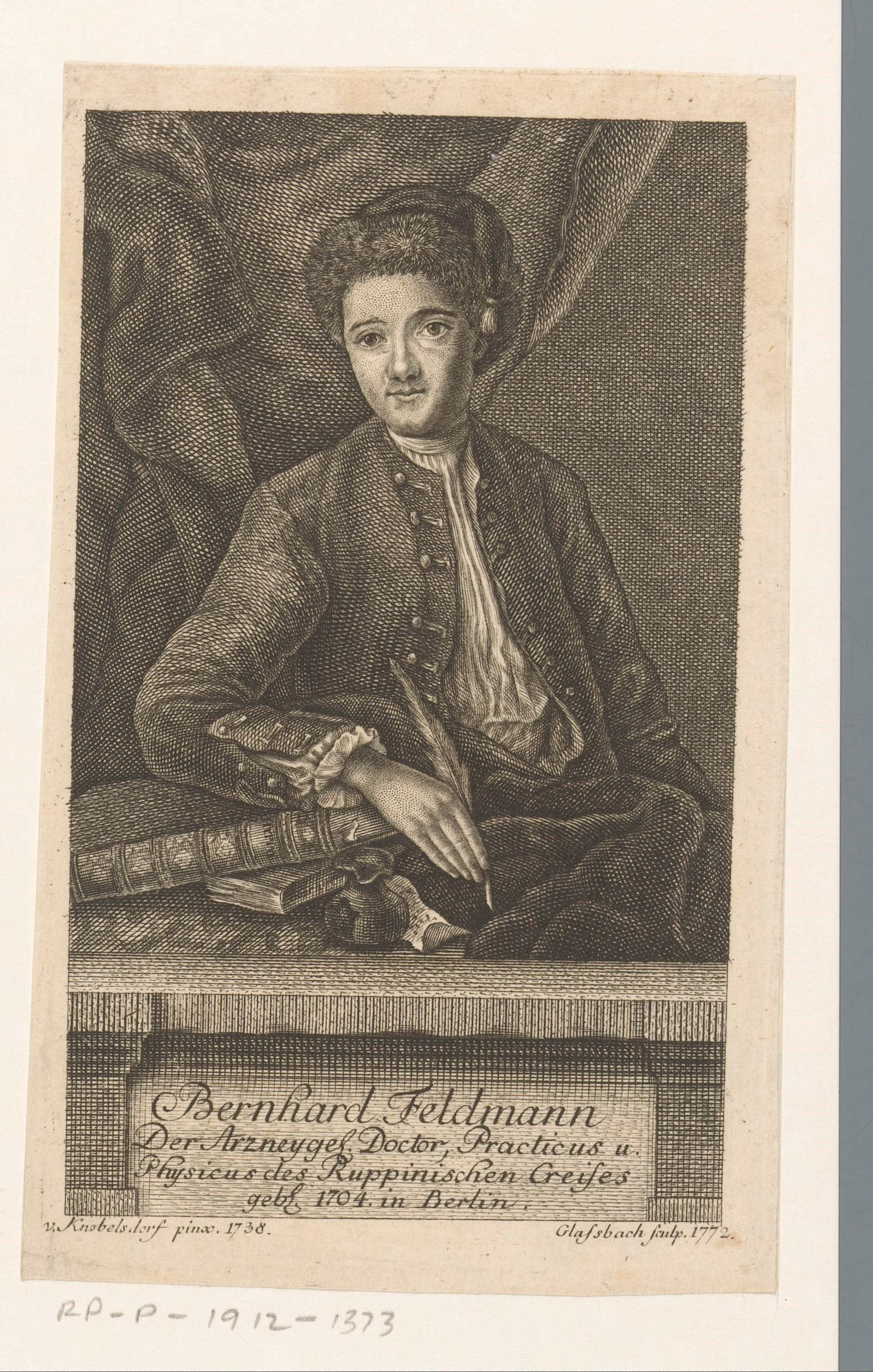
Bernhard Feldmann

Bernhard Matthias Feldmann (* 11. November 1704 in Cölln; † 21. Oktober 1776 in Neuruppin) war ein deutscher Arzt, Naturforscher und Schriftsteller.

## Leben
Geboren als Sohn des „Laboranten“, Bürgers und Schuhmachers Bernhard Feldmann in Cölln an der Spree. Sein Vater war ein Schüler des Arztes, Theologen und Alchimisten Johann Konrad Dippel. Bernhard Feldmann studierte in Berlin und Halle Medizin. Daraufhin ging er nach Holland, machte die Bekanntschaft des Naturforschers Albertus Seba in Amsterdam und promovierte 1732 an der Universität in Leiden. Dabei entwickelte er eine Vorliebe für Naturforschung, die bis zu seinem Tode anhielt. So legte er umfangreiche naturkundliche Sammlungen an, die er später der Berliner Akademie schenkte. 1733 wurde er Leibarzt des in Neuruppin residierenden Kronprinzen Friedrich in Preußen und Stadtphysikus in Neuruppin, fünf Jahre später auch Kreisphysikus. 1735 ließ er nach dem Vorbild des ersten in Berlin entstandenen Predigerwitwenhaus in Neuruppin am Neuen Markt ein solches errichten; hier lebten 1787 bis 1794 die Familie Schinkel mit fünf Kindern, darunter der später berühmte Baumeister Karl Friedrich Schinkel (1781–1841). Ab 1853 zog hier die Mutter des in Neuruppin geborenen Schriftstellers Theodor Fontane, Elise, ein.

### Arzt und Chronist in Neuruppin
Soweit es Feldmanns Praxis als Arzt erlaubte, widmete er sich naturwissenschaftlichen Untersuchungen. Daneben war er historisch und genealogisch sehr interessiert. Ab 1757 notierte er aus den Akten des städtischen Rates Stadtereignisse und -beschreibungen sowie aus Kirchenbüchern zahllose genealogische Vorgänge in ein über 1200-seitiges, in Leder gebundenes Buch „Miscellanea historica der Stadt Neu Ruppin“ ein.
Dieses bildet nach dem großen Brand der Stadt Neuruppin am 26. August 1787 und der damit verbundenen Vernichtung der originalen Archivalien die wichtigste Quelle historischer Nachrichten aus der Gründungszeit der Stadt im 13. Jahrhundert bis nach 1787. Nur einem Zufall war es zu verdanken, dass dieses Manuskript nach Berlin an den Historiker Friedrich Wilhelm Bratring verliehen war, der 1799 das Werk „Die Grafschaft Ruppin“ autorisierte. Die Handschrift Feldmanns fand jetzt ihr Zuhause im Friedrich-Wilhelms-Gymnasium zu Neuruppin. Für seine Arbeit an der „Grafschaft Ruppin“, dem späteren ersten Band der „Wanderungen durch die Mark Brandenburg“, lieh sich der in Neuruppin geborene Theodor Fontane ebenfalls das Feldmannsche Manuskript aus, gab es jedoch wegen der schwer lesbaren und kleinen Schrift Feldmanns zurück. Anfang des 20. Jahrhunderts übertrug der Standesamtssekretär Klötsch im Auftrag der Verwaltung die Feldmann-Schrift in eine große, gut lesbare Sütterlinschrift; 1926 beendete der ehemalige Lehrer Wilhelm Bartelt und nunmehrige ehrenamtliche Stadtarchivar die Übertragung der Feldmann-Hand- und Klötsch-Sütterlinschrift in eine maschinenschriftliche Abschrift in drei Teilen mit einer Originalschrift und vier Durchschlägen. Davon sind heute noch drei erhalten; das Original des Manuskriptes befindet sich im Heimatmuseum von Neuruppin.

## Werke
- Dissertatio physico-medica inauguralis, sistens comparationem plantarum et animalium. Leiden, 1732 (seine Dissertation)
- Miscellanea Historica der Stadt Neu-Ruppin aus denen alten Briefen und Rechnungen der Münche Celle an der Pfarrkirche zu Neuen Ruppin bis annum 1700 excerpiret anno 1757 u. 1758 von Bernard Feldmann, Med. D. Consule ordinario, Creiss- u. Stadt-Physico auch Senator hernach daselbst. Wie auch pg. 253 aus alten und neueren schriften des Rathhäusslichen Archivs zu Neu Ruppin excerpiret ab eodem.